# Metampicillina
La metampicillina è un antibiotico di origine semisintetica, appartenente alla classe dei β-lattamici e più precisamente al gruppo dei derivati sintetici dell'acido-6-amminopenicillanico, caratterizzato da un ampio spettro d'azione. La struttura e le proprietà della molecola, in vitro, sono sostanzialmente simili a quelle dell'ampicillina, da cui deriva.

## Farmacocinetica
La somministrazione di metampicillina per via orale nell'uomo non comporta il riscontro di questo farmaco nel sangue o nelle urine.
Nei fluidi di questi soggetti viene invece rilevata la presenza di ampicillina. Le concentrazioni plasmatiche di ampicillina che si vengono a produrre a seguito della somministrazione orale di metampicillina risultano un poco più basse di quelle ottenibili con dosi equivalenti di ampicillina.

## Farmacodinamica
La metampicillina si distingue dall'ampicillina per la sua lunga durata d'azione. Entrambi i composti vengono inattivati da ceppi batterici produttori di penicillinasi.
Il farmaco presenta attività di tipo battericida ed inibisce la sintesi e la riparazione della parete batterica.

## Usi clinici
L'antibiotico trova indicazione nelle faringiti, sinusiti, otiti medie acute, infezioni delle alte vie respiratorie, bronchiti e polmoniti, infezioni della cute e dei tessuti molli, infezioni del tratto genito-urinario, dell'apparato gastrointestinale, sostenute da germi sensibili.
Può essere inoltre utilizzato in caso di meningite, endocardite, febbre tifoide e gonorrea.

## Effetti collaterali e indesiderati
I principali effetti collaterali sono rappresentati da fenomeni di ipersensibilità.
Possono verificarsi eruzioni cutanee quali l'eritema multiforme o l'eritema maculopapuloso, prurito, reazioni orticariodi. In casi eccezionali possono verificarsi reazioni di tipo anafilattico anche molto gravi (ad esempio shock anafilattico). Tale evenienza è più frequente a seguito di somministrazione parenterale.

Raramente, a carico dell'apparato gastrointestinale, possono verificarsi glossite e/o stomatite. In particolare a seguito della somministrazione orale si registrano nausea, vomito e talvolta diarrea. In alcuni soggetti, eccezionalmente, si verificano rialzi transitori delle transaminasi (AST ed ALT).

## Controindicazioni
È controindicata in caso di ipersensibilità nota verso il principio attivo oppure uno qualsiasi degli eccipienti della formulazione farmaceutica. Controindicata anche in caso di ipersensibilità verso altre sostanze strettamente correlate dal punto di vista chimico, ed in particolar modo verso le penicilline e le cefalosporine.
Non deve essere somministrata in caso di infezioni sostenute da microrganismi produttori di beta-lattamasi.
In presenza di concomitanti infezioni virali (ad esempio mononucleosi, infezione da citomegalovirus ed altre), forme leucemiche e sarcomi, la somministrazione di metampicillina determina un aumentato rischio di eruzioni cutanee generalizzate.

## Chimica
La metampicillina viene preparata facendo reagire l'ampicillina con la formaldeide, successivamente viene idrolizzata in soluzione acquosa.